# 해누리중학교
서울해누리중학교는 대한민국 서울특별시 송파구 가락동에 있는 공립 중학교이다. 서울해누리초등학교와 함께 해누리초중이음학교로 통합하여 운영되고 있다. 
매년 입학생이 증가하고 있는 추세에 비하여 교실이 턱없이 좁아, 학생들이 생활 공간의 어려움을 호소하고 있다. 전교생이 많아짐에 따라, 초등학교쪽 운동장으로 중학교 학생들이 계속 넘어간다. 서울해누리초등학교 학생들이 그 이유로 불편함을 느낀다고 한다. 그래서 별관같은 것을 신축해 문재들을 해결할 것이라고 한다.

## 연혁
- 2019년 3월 2일 : 서울해누리초중이음학교 초대 교장 이상일 취임
- 2019년 3월 6일 : 서울해누리초중이음학교 개교
- 2023년 3월 2일 : 서울해누리초중이음학교 2대 교장 곽윤철 취임

## 참고 자료
- 해누리중학교 - 한국교육학술정보원 학교알리미